# SXTN
SXTN (Disemvoweling von „Sixten“, sprich sɪkstn, in Liedern auch gelegentlich buchstabiert) war ein deutsches Hip-Hop-Duo aus Berlin, bestehend aus den Rapperinnen Juju und Nura. Sie gründeten das Duo 2014 und polarisierten durch ihre oftmals provokanten Texte. Ab 2018 konzentrierten sich beide Mitglieder vermehrt auf Solo-Projekte, was im April 2019 zur Trennung des Duos führte.

## Geschichte
Juju kam als Tochter eines Marokkaners und einer Deutschen in Berlin auf die Welt und wuchs dort bei ihrer Mutter auf. Nura wurde als Tochter eines Saudis und einer Eritreerin in Kuwait geboren und kam als Dreijährige mit ihrer Mutter und ihren drei Geschwistern als Flüchtling von Saudi-Arabien nach Deutschland, wo sie zuerst in Wuppertal lebte und im Alter von 18 Jahren nach Berlin zog. Beide lernten sich in bescheidenen Verhältnissen in Berlin kennen. Während Juju vor allem im Freundeskreis gerappt hatte, sammelte Nura bereits Band- und Bühnenerfahrung bei The toten Crackhuren im Kofferraum und beim Berliner Kneipenchor. Anschließend gründeten sie 2014 das Duo SXTN. Der Name des Duos ist von Sixten abgeleitet, dem Namen eines Bekannten von Juju und Nura. Bereits vor der Veröffentlichung ihrer EP 2016 wurden sie im Underground bekannt. SXTN traten nach der Veröffentlichung einiger Tracks über YouTube zusammen mit Haftbefehl auf einigen Festivals auf. Juju veröffentlichte zudem zusammen mit Said den Track Berliner Schnauze. Das Duo steht mit seinen provokanten Texten bei JINX Music unter Vertrag und veröffentlichte im April 2016 sein erstes Extended Play Asozialisierungsprogramm, das über Spike Management im Vertrieb von Soulfood erschien. Auftritte im öffentlich-rechtlichen Rundfunk, insbesondere in Dokumentationen, sowie Interviews in diversen Zeitungen der beiden Berlinerinnen zu Gangster-Rap und ihrem Migrationshintergrund machten das Duo auch einem Mainstreampublikum bekannt.
Am 2. Juni 2017 erschien ihr Debütalbum Leben am Limit, das Platz 8 der deutschen Charts erreichte.
Am 31. Oktober 2018 gab Juju in ihrer Instagram-Story bekannt, dass beide aufgrund ihrer Solo-Karrieren momentan schon seit geraumer Zeit keinen Kontakt mehr haben. Jedoch wurde offiziell keine Trennung des Duos verkündet. Als Statement veröffentlichte Juju folgendes:

„Weil so EXTREM viele gefragt haben, werde ich ehrlich zu euch sein. Nura und ich haben schon länger keinen Kontakt mehr und auch im Sommer waren wir nur noch auf den Festivals zusammen und in der Woche hat jeder sein eigenes Ding gemacht. Ich möchte mich jetzt auf meine eigene Musik konzentrieren. Habe endlich ein nices Studio gefunden und mein Album angefangen. Ich feier alles, was Nura bis jetzt an Songs rausgehauen hat und wünsche ihr, dass sie weiterhin erfolgreich ist und ihr Ding durchzieht!“

Im April 2019 gab Nura an, zukünftig musikalisch nicht mehr mit ihrer ehemaligen Bandkollegin zusammenarbeiten zu wollen. Auch Juju bestätigte die Trennung im Mai 2019.

## Musik und Texte

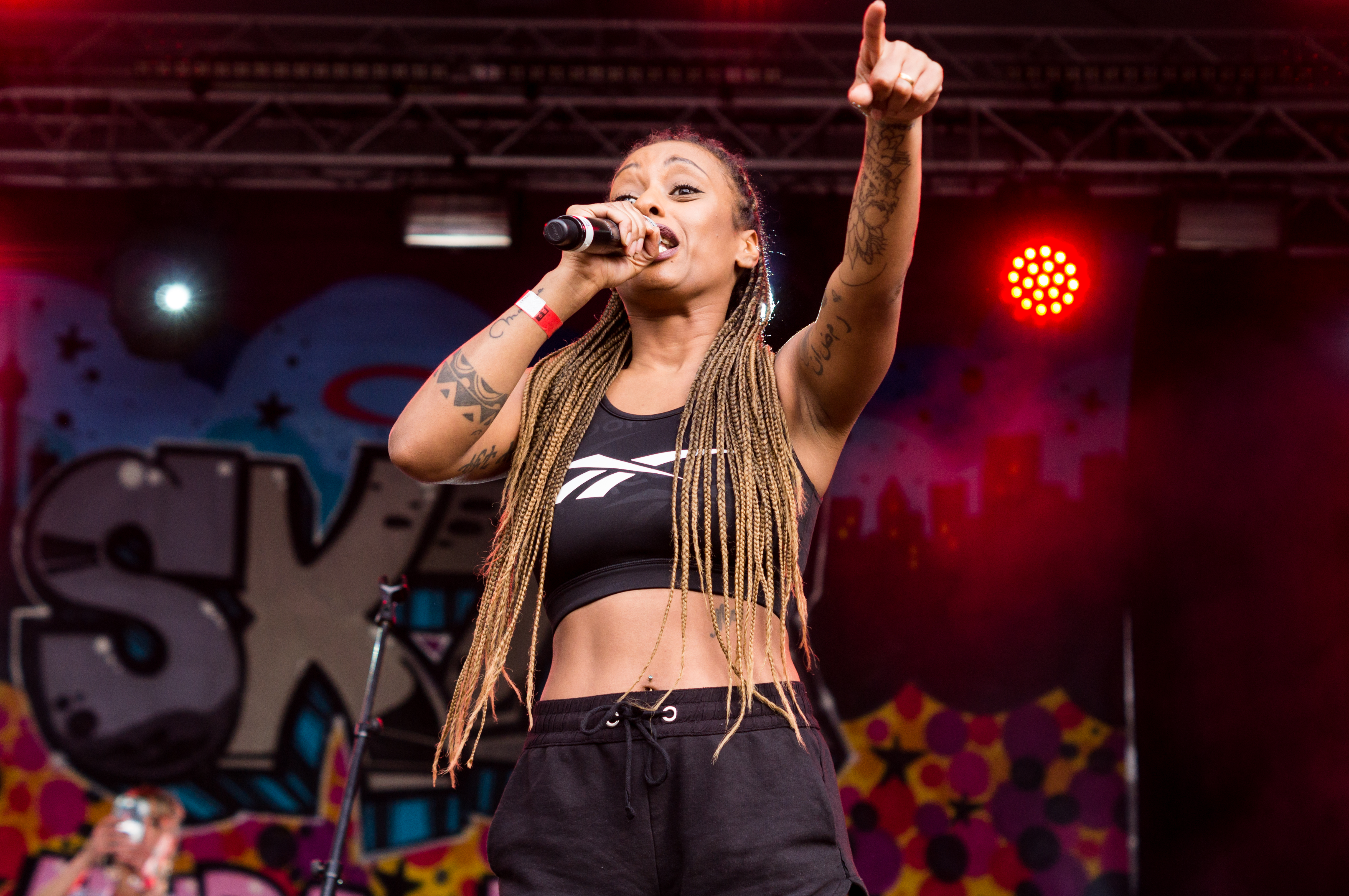
Nura auf dem Kosmonaut Festival 2017

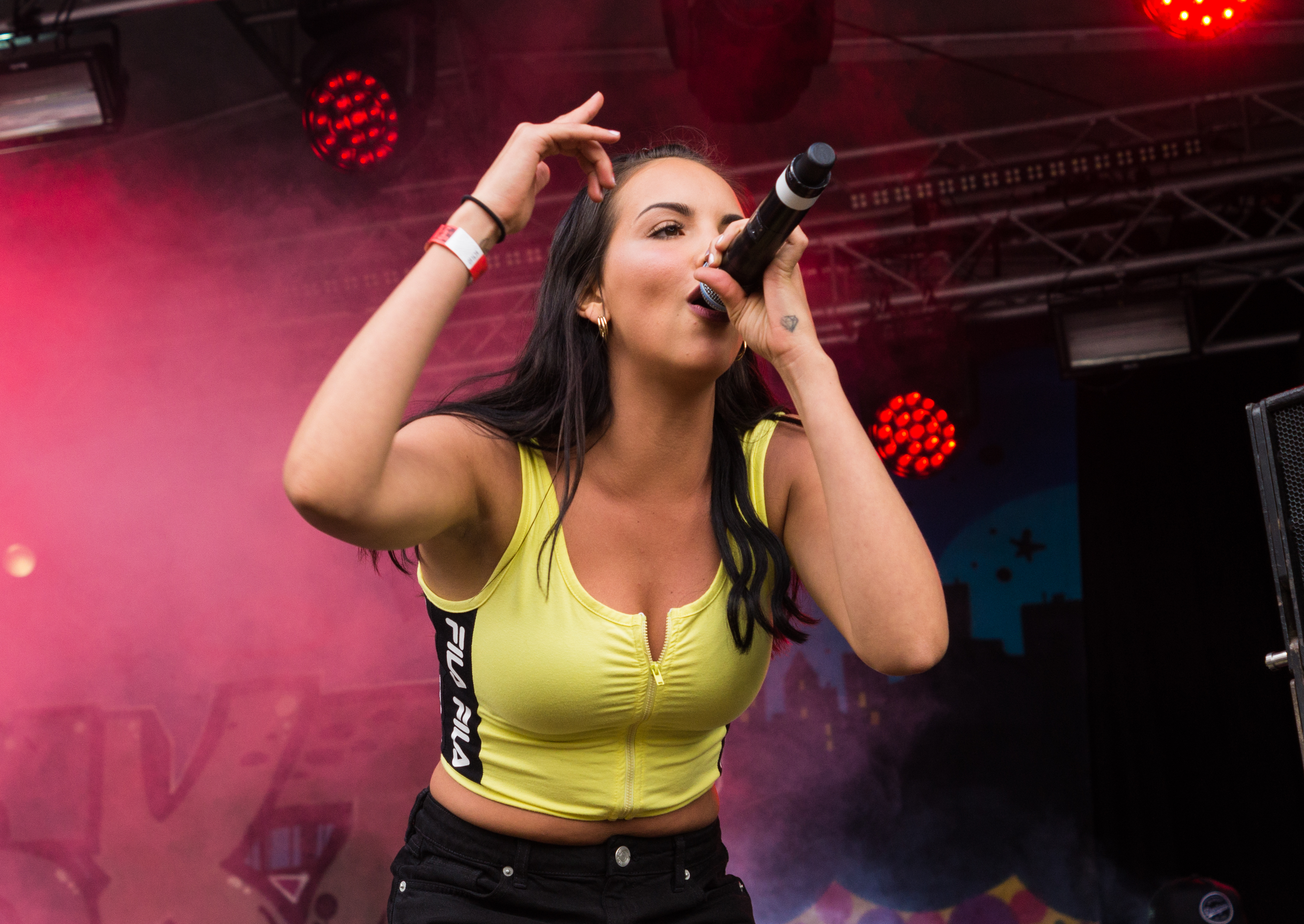
Juju auf dem Kosmonaut Festival 2017

SXTN verwenden provokante Texte, die dem Battlerap angehören. Ihre markige Sprache sowie die eher von männlichen Vertretern des Genres verwendete derbe Sprache prägen ihren Stil. So enthält zum Beispiel der Track Deine Mutter unter anderem die Zeile: „Ich ficke deine Mutter ohne Schwanz“. Dabei spielen sie durchgängig mit männlichen Klischees. Einflüsse kommen unter anderem von Frauenarzt, Bushido, Kool Savas, MC Bomber und King Orgasmus One. Dabei greifen sie für ihre Musik auf das Selbstverständnis US-amerikanischer Rapperinnen wie Queen Latifah und Roxanne Shanté zurück. Für den Track Hass Frau übernahmen sie ein Sample von Alice Schwarzer aus der Talkshow Maischberger, in dem diese King Orgasmus One zitiert, und verwenden diesen Beat unterlegt als Hook. Für den Track Ich bin schwarz übernahmen sie die musikalische Gestaltung des Popsängers Markus mit dem Song Ich will Spaß. Anfangs als moderne Tic Tac Toe bezeichnet, galten sie später eher als weibliche Antwort auf Duos wie Die Atzen (Frauenarzt und Manny Marc). In ihrem Videoclip zu dem Song Von Party zu Party, der 2017 erschien, zitieren SXTN den amerikanischen Schriftsteller Hunter S. Thompson mit dem vorangestellten Satz „It never got weird enough for me“.
Thematisch drehen sich ihre Texte um Prostitution und Geschlechtskrankheiten (Made 4 Love), Mobbing und Perspektivlosigkeit (Schule), Rassismus (Ich bin schwarz), Party machen (Von Party zu Party, Fotzen im Club), Drogen (Bongzimmer, So high, Partyopfer, Ich hab kein Feuerzeug), Geschlechterrollen (Ausziehen, Hass Frau, Er will Sex, Frischfleisch, Deine Mutter, Ständer, Die Fotzen sind wieder da) sowie die Schere zwischen Arm und Reich (Heul doch, Kein Geld, Vorstadtjunge, Wir sind friedlich).

## Diskografie

### Studioalben
| Jahr | Titel Musiklabel                        | Höchstplatzierung, Gesamtwochen, AuszeichnungChartplatzierungen (Jahr, Titel, Musiklabel, Platzierungen, Wochen, Auszeichnungen, Anmerkungen) | Höchstplatzierung, Gesamtwochen, AuszeichnungChartplatzierungen (Jahr, Titel, Musiklabel, Platzierungen, Wochen, Auszeichnungen, Anmerkungen) | Höchstplatzierung, Gesamtwochen, AuszeichnungChartplatzierungen (Jahr, Titel, Musiklabel, Platzierungen, Wochen, Auszeichnungen, Anmerkungen) | Anmerkungen                                            |
| Jahr | Titel Musiklabel                        | DE | AT | CH | Anmerkungen                                            |
| ---- | --------------------------------------- | --- | --- | --- | ------------------------------------------------------ |
| 2017 | Leben am Limit Jinx Music / Chapter One | DE8 Gold · (55 Wo.)DE | AT23 Platin · (1 Wo.)AT | CH37 (1 Wo.)CH | Erstveröffentlichung: 2. Juni 2017 Verkäufe: + 115.000 |

### EPs
- 2016: Asozialisierungsprogramm (Spike Management)

### Singles
| Jahr | Titel Album                       | Höchstplatzierung, Gesamtwochen, AuszeichnungChartplatzierungen (Jahr, Titel, Album, Platzierungen, Wochen, Auszeichnungen, Anmerkungen) | Höchstplatzierung, Gesamtwochen, AuszeichnungChartplatzierungen (Jahr, Titel, Album, Platzierungen, Wochen, Auszeichnungen, Anmerkungen) | Höchstplatzierung, Gesamtwochen, AuszeichnungChartplatzierungen (Jahr, Titel, Album, Platzierungen, Wochen, Auszeichnungen, Anmerkungen) | Anmerkungen                                              |
| Jahr | Titel Album                       | DE | AT | CH | Anmerkungen                                              |
| ---- | --------------------------------- | --- | --- | --- | -------------------------------------------------------- |
| 2017 | Bongzimmer Leben am Limit         | DE88 Platin · (3 Wo.)DE | AT— PlatinAT | CH— PlatinCH | Erstveröffentlichung: 28. April 2017 Verkäufe: + 450.000 |
| 2017 | Von Party zu Party Leben am Limit | DE81 ×3Dreifachgold · (2 Wo.)DE | AT— PlatinAT | CH— PlatinCH | Erstveröffentlichung: 1. Juni 2017 Verkäufe: + 950.000   |

Weitere Singles
- 2015: Deine Mutter
- 2017: Die Fotzen sind wieder da (DE: Gold)
- 2017: Er will Sex
- 2017: Ständer

### Als Gastmusikerinnen
- 2011: H.I.T (mit K.I.Z) auf der Promo-Veröffentlichung zum Album Urlaub fürs Gehirn
- 2016: Zieh dein Shirt aus (Remix) (mit Frauenarzt) auf Mutterficker
- 2017: Von den fernen Bergen (mit Ali As) auf Insomnia
- 2017: Der Morgen danach (mit Blokkmonsta und Schwartz) auf Flüs2e aus Blut
- 2018: Tabledance (mit Schwesta Ewa)

## Auszeichnungen für Musikverkäufe
| Goldene Schallplatte - Österreich - 2024: für das Lied Hass Frau - 2024: für das Lied Fotzen im Club |

Anmerkung: Auszeichnungen in Ländern aus den Charttabellen bzw. Chartboxen sind in ebendiesen zu finden.
| Land/RegionAuszeichnungen für Musikverkäufe (Land/Region, Auszeichnungen, Verkäufe, Quellen) | Gold     | Platin     | Verkäufe  | Quellen           |
| -------------------------------------------------------------------------------------------- | -------- | ---------- | --------- | ----------------- |
| Deutschland (BVMI)                                                                           | 3× Gold3 | 2× Platin2 | 1.600.000 | musikindustrie.de |
| Österreich (IFPI)                                                                            | 2× Gold2 | 3× Platin3 | 105.000   | ifpi.at           |
| Schweiz (IFPI)                                                                               | —        | 2× Platin2 | 40.000    | hitparade.ch      |
| Insgesamt                                                                                    | 5× Gold5 | 7× Platin7 |           |                   |